# Лажинское сельское поселение
Лажинское сельское поселение — упразднённое с 12 апреля 2010 года муниципальное образование в Парфинском муниципальном районе Новгородской области России.
Административный центром была деревня Лажины.
Территория, на которой находилось сельское поселение, расположена на юго-западе центральной части Новгородской области, к северо-востоку от Старой Руссы и Парфино, выходит к восточному побережью Синецкого (Сытецкого) залива на юго-востоке озера Ильмень. По этой территории протекают реки Маята, Колпинка, Воложа.

## История
Статус, границы муниципального образования — Лажинское сельское поселение, а также наименование органов местного самоуправления установлены в соответствии с областным законом № 354 от 2 декабря 2004 года, а в соответствии с областным законом № 428-ОЗ от 10 марта 2005 года было установлено наименование представительного органа поселения, а также наименование главы поселения и администрации. Административно-территориальная единица — Лажинское сельское поселение (Лажинское поселение) было образовано в соответствии с законом Новгородской области об административно-территориальном устройстве области от 11 ноября 2005 года № 559-ОЗ.
В соответствие областному закону № 723-ОЗ от 30 марта 2010 года Лажинское сельское поселение было упразднено, а населённые пункты прежнего поселения вошли в состав вновь образованного Федорковского сельского поселения, в которое, кроме упразднённого Лажинского и прежнего Федорковского сельского поселения, вошли населённые пункты также упразднённых с 12 апреля 2010 года муниципальных образований Парфинского муниципального района: Сергеевского сельского поселения и Юрьевского сельского поселения.

## Населённые пункты
На территории сельского поселения были расположены 28 населённых пунктов (деревень): Бабки, Большие Бучки, Бор, Вдаль, Веретье, Городок (на Колпинке), Городок (на Маяте), Дубровы, Залесье, Ивашово, Кстечки, Лажины, Малые Бучки, Маята, Межники, Навелье, Ободово, Подборовье, Подчесье, Почаево, Репище, Ростани, Рябутки, Сельцо, Старый Двор, Сучки, Тисва и Ямы.